# Capitol South (Metro de Washington)
Capitol South es una estación en las líneas Azul, Plata y Naranja del Metro de Washington, administrada por la Autoridad de Tránsito del Área Metropolitana de Washington. La estación se encuentra localizada en 355 First Street SE en Washington D. C.. La estación Capitol South fue inaugurada el 1 de julio de 1977.

## Descripción
La estación Capitol South cuenta con 1 plataforma central. La estación también cuenta con 2 espacios para bicicletas.

## Conexiones
La estación es abastecida por las siguientes conexiones de autobuses: 
- Rutas del MetroBus
MTA Maryland Commuter Bus